# Rafael Pich-Aguilera
Rafael Pich-Aguilera Girona (ur. 1928 w Barcelonie, zm. 26 lipca 2008 tamże) – dr inżynier włókiennictwa, przedsiębiorca, pionier edukacji rodziny w Hiszpanii. Wspierał wiele inicjatyw wychowawczych. Był członkiem supernumerariuszem Opus Dei.
Miał 16 dzieci ("z jedną żoną" – jak sam podkreślał).
Był jednym z założycieli International Federation For Family Development (IFFD), która od 25 lipca 2011 posiada status ogólny przy ONZ i działa w ponad 50 krajach świata. IFFD jest obecna także w Polsce, pod nazwą Akademia Familijna.
Od początku lat 70. czynnie wspierał liczne inicjatywy wychowawcze w Barcelonie. Ostatecznie w 1997 zaowocowały one powstaniem Międzynarodowego Uniwersytetu Katalonii (Universidad Internacional de Cataluña – UIC).
Rafael Pich współpracował również z Międzynarodową Szkołą Biznesu IESE w Barcelonie na początku jej działalności (1958). W roku 2018 otrzymał doktorat honoris causa Międzynarodowego Uniwersytetu Katalonii.